# 성신여자중학교 (서울)
성신여자중학교(誠信女子中學校)는 대한민국 서울특별시 성북구 돈암동에 있는 사립 중학교이고, 일제강점기 중후반기 때였던 1936년에 경성성신여학교로 처음 개교했다.

## 학교 연혁
- 1936년 4월 28일 : 이숙종 선생 성신여학교 창립, 종로구 견지동 78-1 교사에서 개교
- 1936년 4월 28일 : 이숙종 선생 학교장에 취임
- 1939년 3월 29일 : 성신가정여학교 설립 인가
- 1944년 6월 30일 : 신교사 일부 준공으로 성북구 돈암동 173-1로 이전
- 1944년 11월 15일 : 중학교사 3층 건물 991평 및 동 부속건물 39.7평 신축 준공
- 1945년 3월 31일 : 재단법인 강제학원 설립, 이숙종 선생 초대 이사장 취임
- 1945년 3월 31일 : 성신여자상업학교 인가
- 1945년 11월 17일 : 성신고등여학교로 전환(1945.12.30. 인가)
- 1946년 9월 1일 : 성신여자중학교(6년제 고급 중학교)로 개편(고등 중학교 2년 고등여학교 4년) (1946.10.11. 인가)
- 1948년 6월 17일 : 강제학원을 성신학원으로 법인명 개정
- 1951년 8월 31일 : 교육법 개정에 따라 성신여자중학교, 성신여자고등학교 병설인가(현 학제)
- 1983년 7월 11일 : 성북구 돈암동 산11-269 신축교사로 이전
- 2022년 2월 10일 : 제84회 졸업식 (졸업생 211명, 총계 35,907명)
- 2022년 3월 2일 : 입학식 (신입생 195명)
- 2022년 6월 22일 : 김순옥 선생 제13대 교장 취임

## 참고 자료
- 성신여자중학교 - 한국교육학술정보원 학교알리미